# August Kutterer
August Kutterer (* 5. Juni 1898 in Daxlanden; † 25. September 1954 ebenda) war ein deutscher Maler.

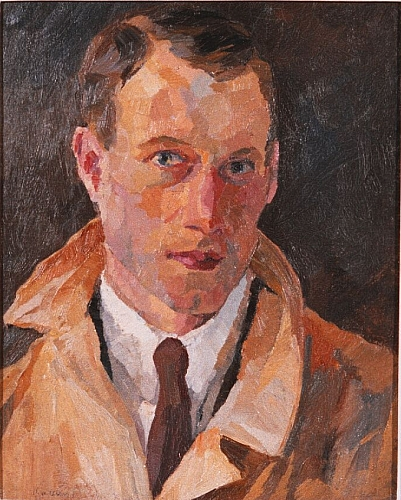
Selbstporträt (ca. 1922)

## Leben und Wirken
Nach der Teilnahme am Ersten Weltkrieg studierte Kutterer an der Großherzoglich Badischen Landeskunstschule bei Albert Haueisen und Hermann Goebel. Seit 1926 arbeitete er freischaffend, 1927 erhielt er den Badischen Staatspreis für Malerei.
Es folgten Ausstellungen in Baden-Baden, Eisenach, Hamburg, Berlin und Düsseldorf. Studienreisen führten ihn nach Holland, Frankreich, Italien und in die Schweiz. Der Ausbruch des Zweiten Weltkriegs unterbrach seine künstlerische Arbeit. 1946 kehrte er aus französischer Kriegsgefangenschaft nach Daxlanden zurück. In den folgenden acht Jahren bis zu seinem frühen Tod nahm er sein künstlerisches Schaffen wieder auf und war Mitglied in der Jury des Badischen Kunstvereins.
Kutterer hat sich vor allem mit seinen Landschaftsbildern, aber auch mit seinen Porträts und Stillleben einen Namen gemacht. Er steht in der Tradition des deutschen Impressionismus mit Vertretern wie
Max Liebermann oder Ernst Oppler.

## Ehrungen
- 1962 wurde die August-Kutterer-Strasse in Karlsruhe nach ihm benannt.[1]